# Raise Your Fist and Yell
| 전문가 평가 | 전문가 평가 |
| 평가 점수   | 평가 점수   |
| 출처        | 점수        |
| ----------- | ----------- |
| Allmusic    | [ 3 ]       |

《Raise Your Fist and Yell》은 1987년 9월 5일에 발매된 미국의 록 음악가 앨리스 쿠퍼의 열 번째 스튜디오 음반이다. 이 곡은 〈Prince of Darkness〉라는 곡으로, 같은 이름의 존 카펜터 영화에서 쿠퍼가 살인 부랑자로 카메오를 출연하는 매우 짧게 등장한다. 그 노래는 그의 피해자 중 한 명의 워크맨에서 들을 수 있다. 〈Freedom〉의 뮤직 비디오가 만들어졌고, 이 곡은 이 음반의 싱글이 되었다. 《Raise Your Fist and Yell》은 켄 K. 메리가 드럼에 참여한 유일한 앨리스 쿠퍼 음반이자 베이스에 킵 윙어가 참여한 두 번째이자 마지막 음반이다.
이 음반은 쿠퍼의 이전 음반 《Constrictor》가 만든 슬래셔 영화 트렌드를 이어간다. 〈Lock Me Up〉은 《엘름 스트리트의 나이트메어》 시리즈에서 프레디 크루거 역을 맡은 로버트 잉글런드의 게스트 출연을 특징으로 한다.
《Raise Your Fist and Yell》의 음반 커버는 예술가 짐 워렌에 의해 그려졌다.

## 투어
"Live in the Flesh"로 불리는 이 음반의 악명 높은 투어는 1988년 유럽에서 그래픽 폭력과 연극성으로 악명이 높았다. 이 쇼는 1972년 이후 처음으로 교수대와 같은 쿠퍼가 좋아했던 많은 사람들을 포함했지만(1972년 이후 처음으로), 자전거로 사람을 찌르는 것과 같은 새로운 연극들을 제공했다(이것은 존 카펜터의 《프린스 오브 다크니스》에서도 볼 수 있는데, 쿠퍼가 카메오 역할에서 부랑자로 등장해 등장인물 중 한 명을 죽였다). 투어의 더 폭력적인 행위들은 무대에서의 생생한 죽음과 많은 양의 무대 피를 포함하여, 그 시대의 공포 영화에서 많은 영감을 받았다. 쿠퍼는 이 영화들의 열렬한 팬이라고 한다.
이 쇼는 너무 폭력적이어서 독일 정부는 쿠퍼에게 쇼의 더 생생한 부분들을 제거하도록 강요했다. 영국 의회 의원 데이비드 블런켓은 이 쇼가 영국에서 전면 금지되기를 호소했지만, 그의 시도는 성공하지 못했다.

## 곡 목록
모든 곡들은 특별한 언급이 없는 한 앨리스 쿠퍼와 케인 로버츠에 의해 작사/작곡하였다.
| #  | 제목                      | 재생 시간 |
| -- | ------------------------- | --------- |
| 1. | 〈Freedom〉               | 4:09      |
| 2. | 〈Lock Me Up〉            | 3:24      |
| 3. | 〈Give the Radio Back〉   | 3:34      |
| 4. | 〈Step on You〉           | 3:39      |
| 5. | 〈Not That Kind of Love〉 | 3:15      |

| #   | 제목                    | 작사·작곡          | 재생 시간 |
| --- | ----------------------- | ------------------ | --------- |
| 6.  | 〈Prince of Darkness〉  | 쿠퍼, 킵 윙어      | 5:10      |
| 7.  | 〈Time to Kill〉        | 쿠퍼, 윙어, 로버츠 | 3:39      |
| 8.  | 〈Chop, Chop, Chop〉    |                    | 3:06      |
| 9.  | 〈Gail〉                | 쿠퍼, 로버츠, 윙어 | 2:30      |
| 10. | 〈Roses on White Lace〉 | 쿠퍼, 윙어, 로버츠 | 4:27      |

## 인증
| 국가                       | 인증 | 판매량/출하량 |
| -------------------------- | ---- | ------------- |
| 캐나다 (뮤직 캐나다)       | 골드 | 50,000^       |
| ^출하량을 기반으로 한 인증 |      |               |